# Phlomis fruticosa
Sauge de Jérusalem, Phlomis ligneux, Phlomis frutescent
Espèce
Synonymes
- Beloakon luteum Raf.[1]
- Phlomis angustifolia Mill.[1]
- Phlomis collina Salisb.[1]
- Phlomis latifolia Mill.[1]
- Phlomis pichleri Vierh.[1]
- Phlomis salviifolia Stokes[1]

Phlomis fruticosa, la Sauge de Jérusalem, est une espèce de plantes à fleurs de la famille des Lamiaceae, originaire d'Albanie, Chypre, Grèce, Italie, Turquie, et d'autres régions de l'ancienne Yougoslavie.

## Dénominations
- Nom scientifique valide : Phlomis fruticosa  L.[3],
- Noms vulgaires (vulgarisation scientifique) recommandés ou typiques en français : Sauge de Jérusalem[4],[5],[6], Phlomis ligneux[4],[5],
- Autres noms vulgaires ou noms vernaculaires (langage courant) pouvant désigner éventuellement d'autres espèces : Phlomis frutescent[4], sauge.

## Description
C'est un petit arbuste sempervirent, pouvant atteindre 1 m de haut et 1,5 m de diamètre. Les feuilles, aromatiques et rappelant la sauge, sont ovales, longues de 5 à 10 cm, vert-gris, blanches sur la face inférieure, et couvertes de poils fins. Les fleurs jaune clair sont tubulaires, longues de 3 cm, disposées en verticilles d'une vingtaine sur de courts épis en été.

Phlomis fruticosa
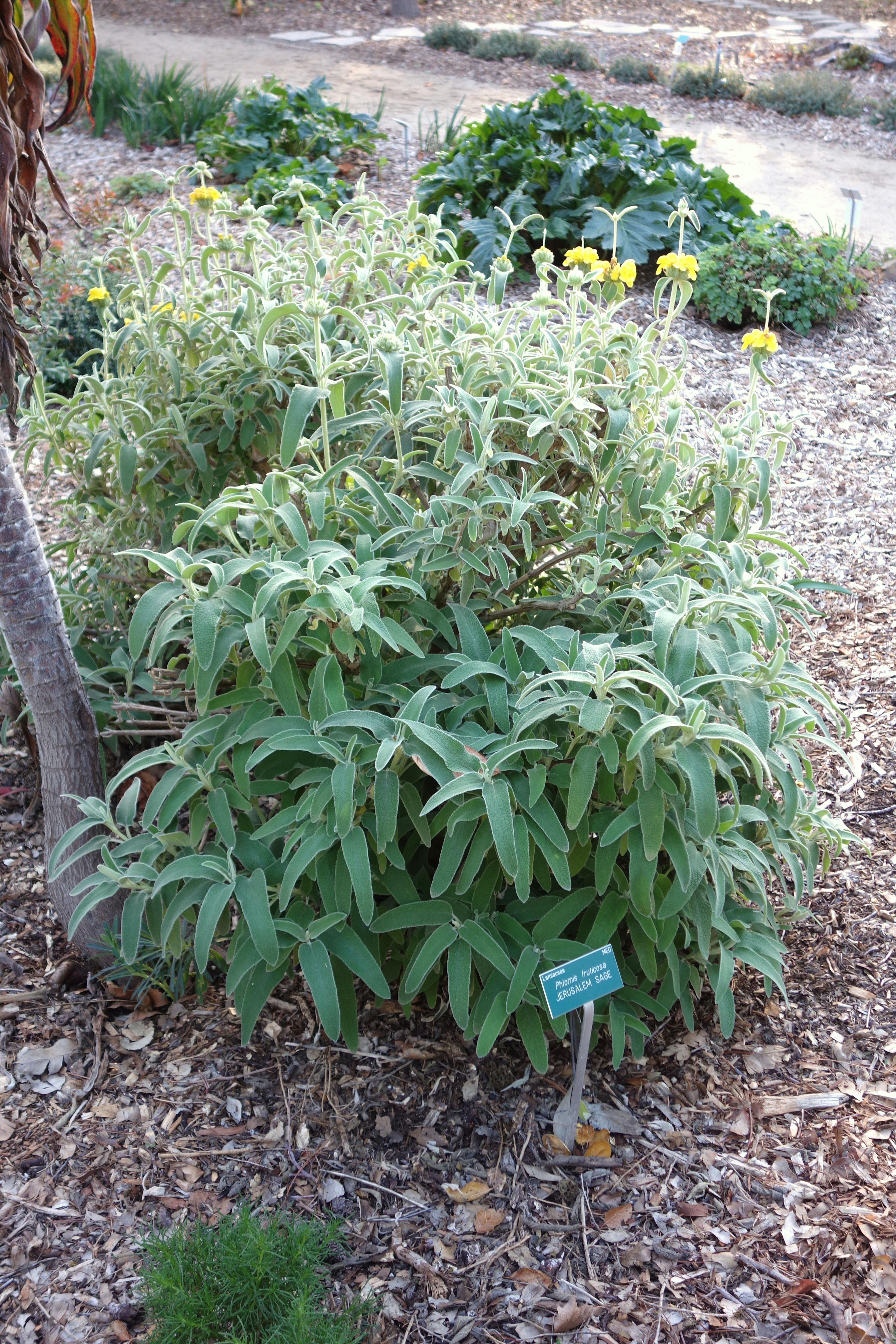
Buisson.
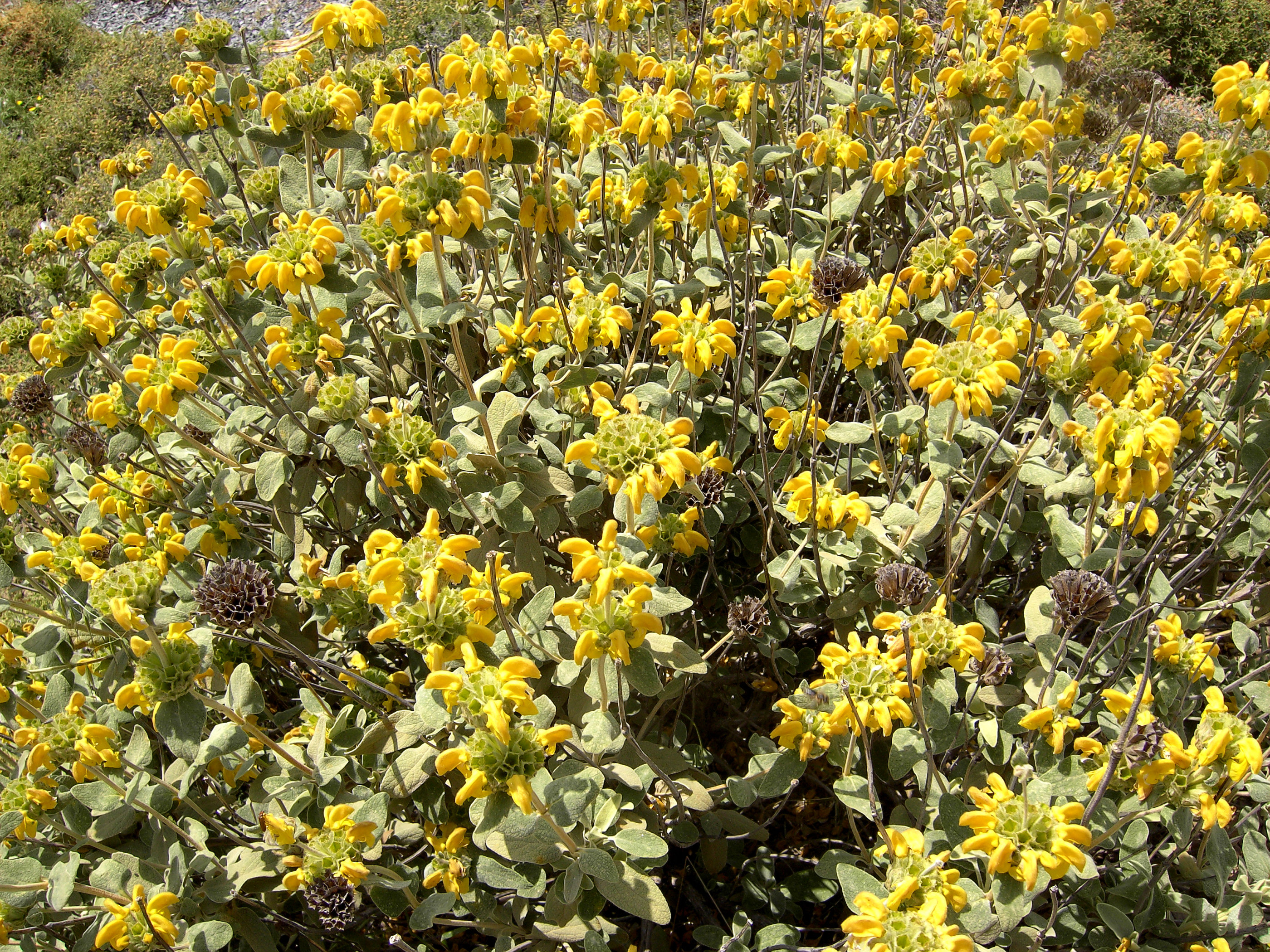
Buisson fleuri.
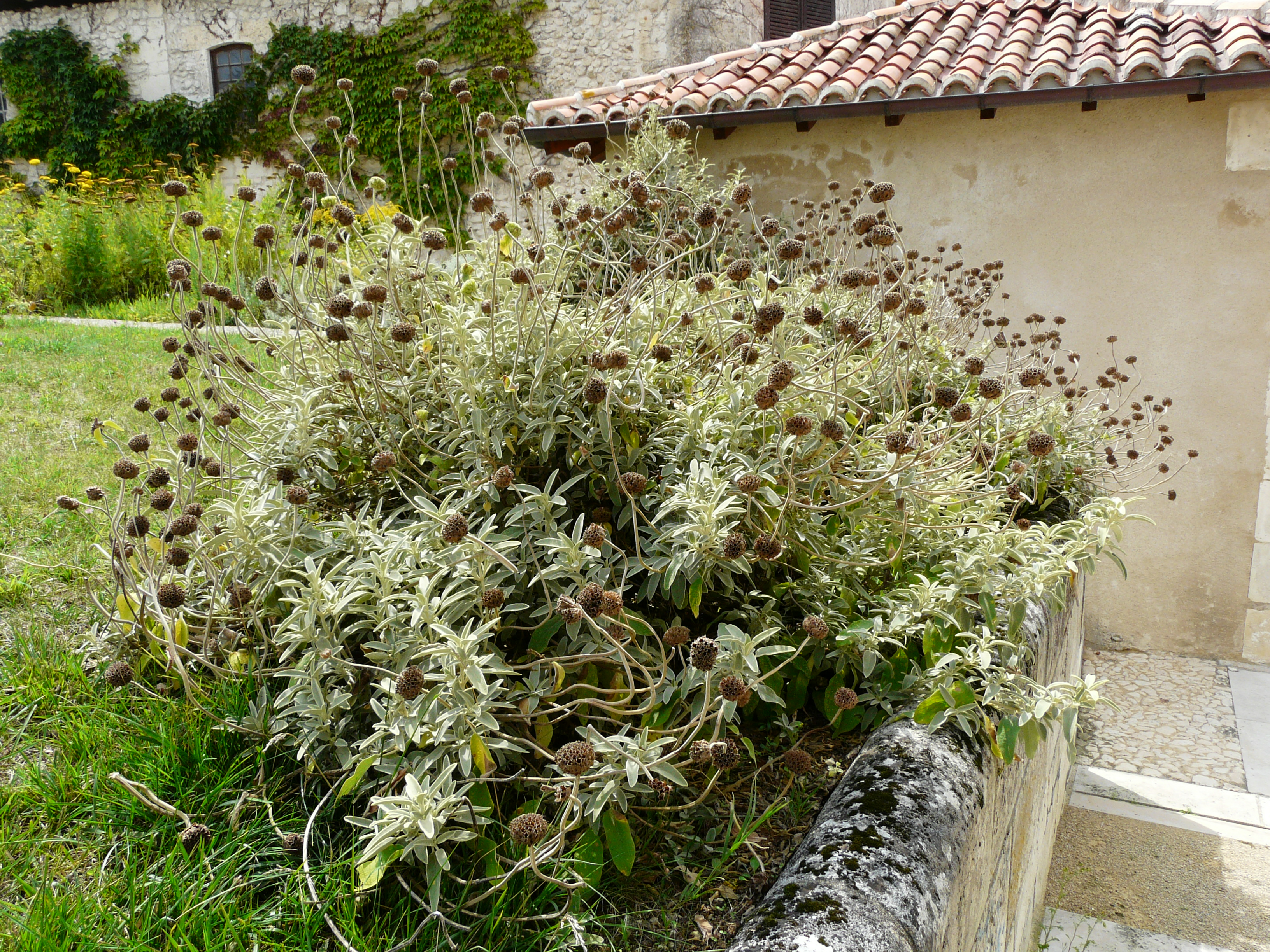
Buisson avec fruits secs.
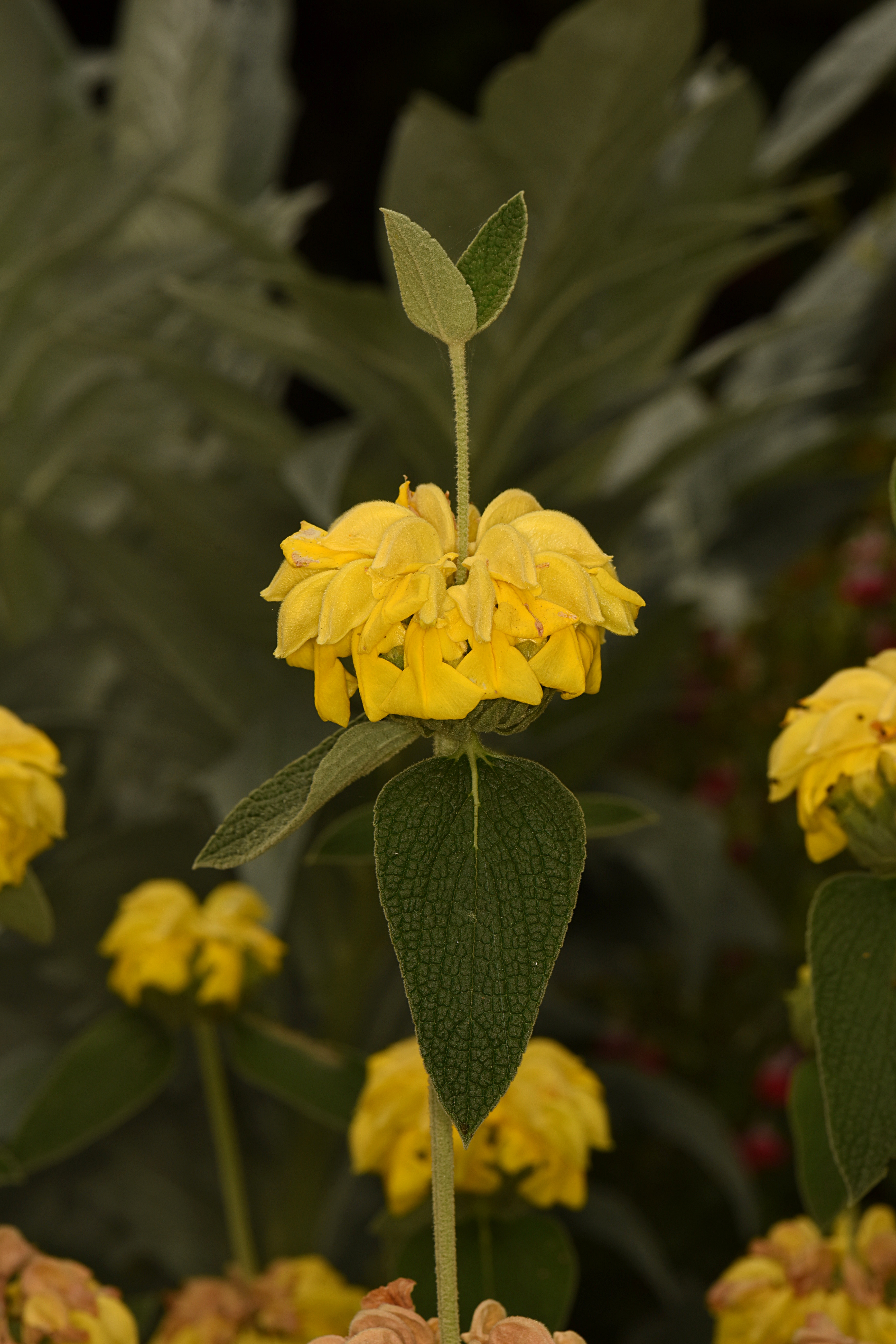
Fleurs.
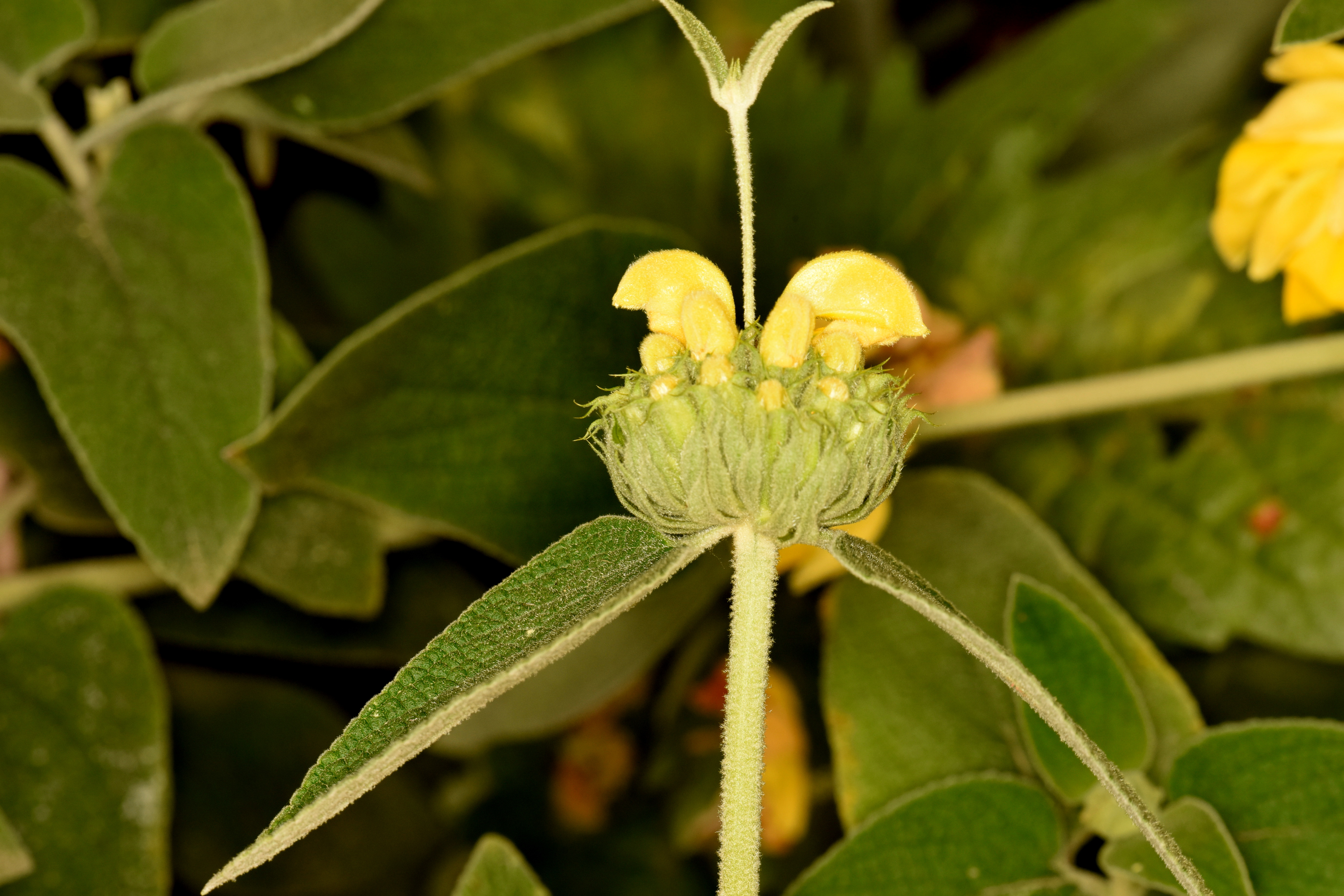
Fleurs.
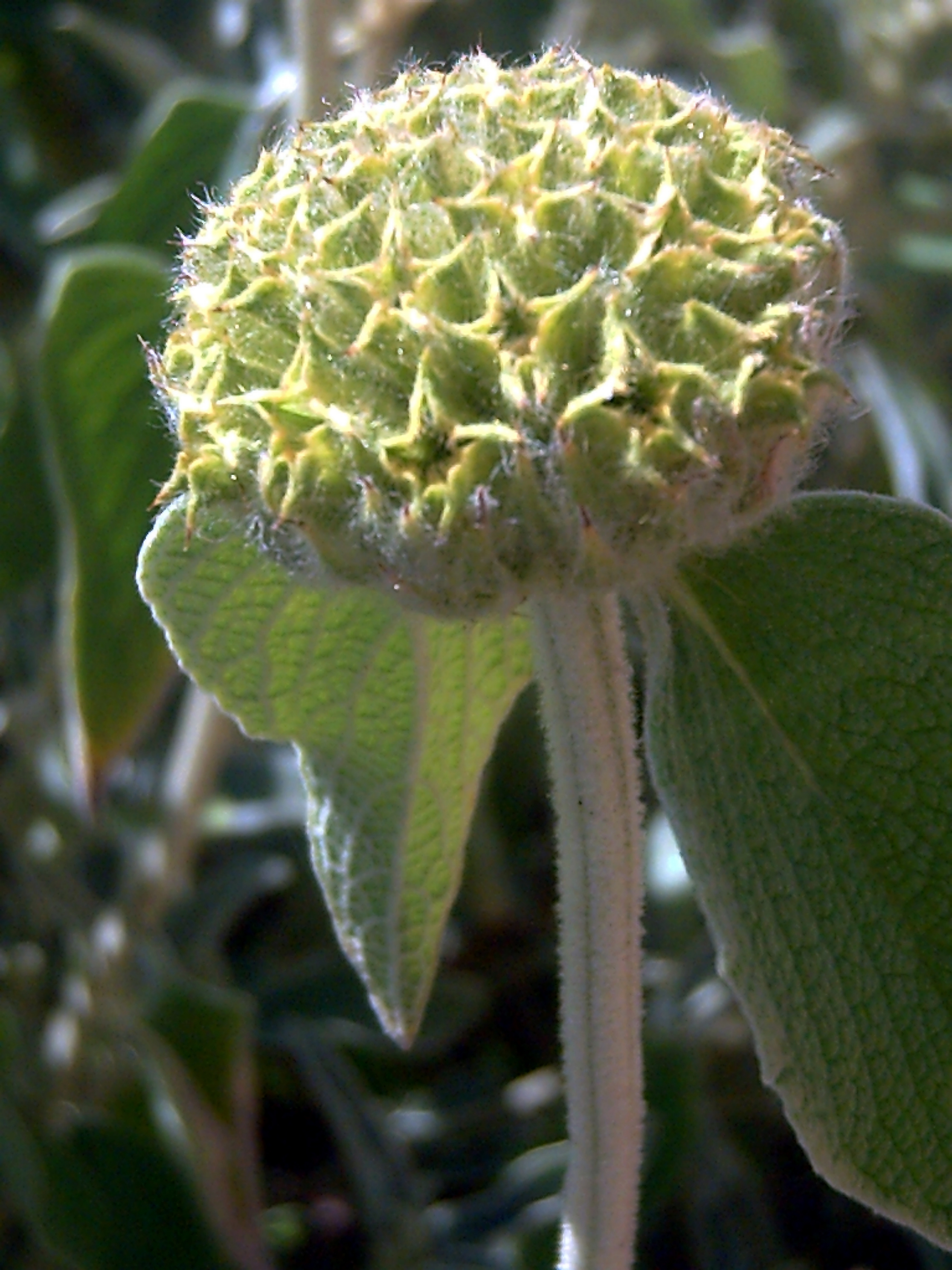
Fruits.
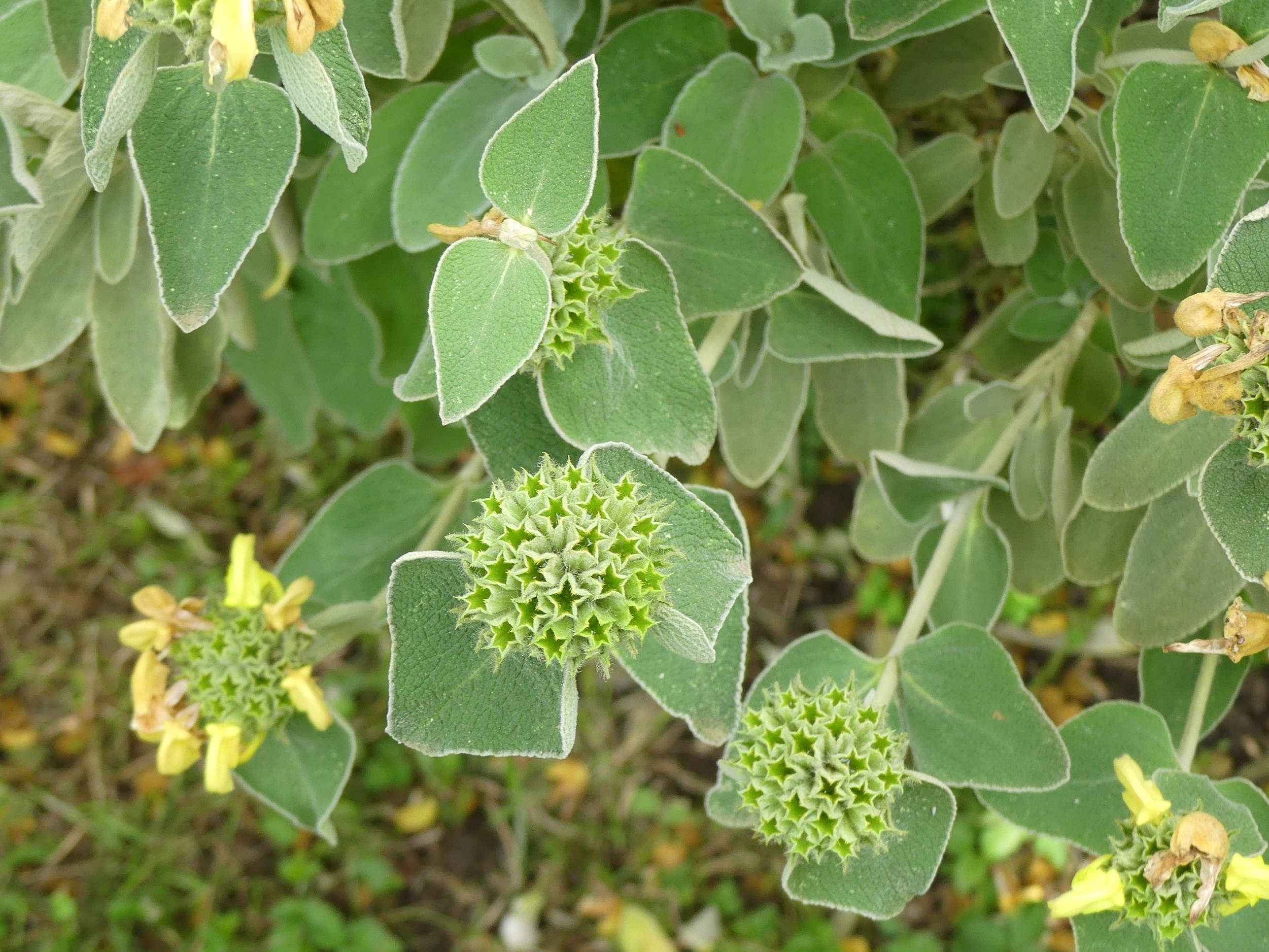
Feuilles et fruits.
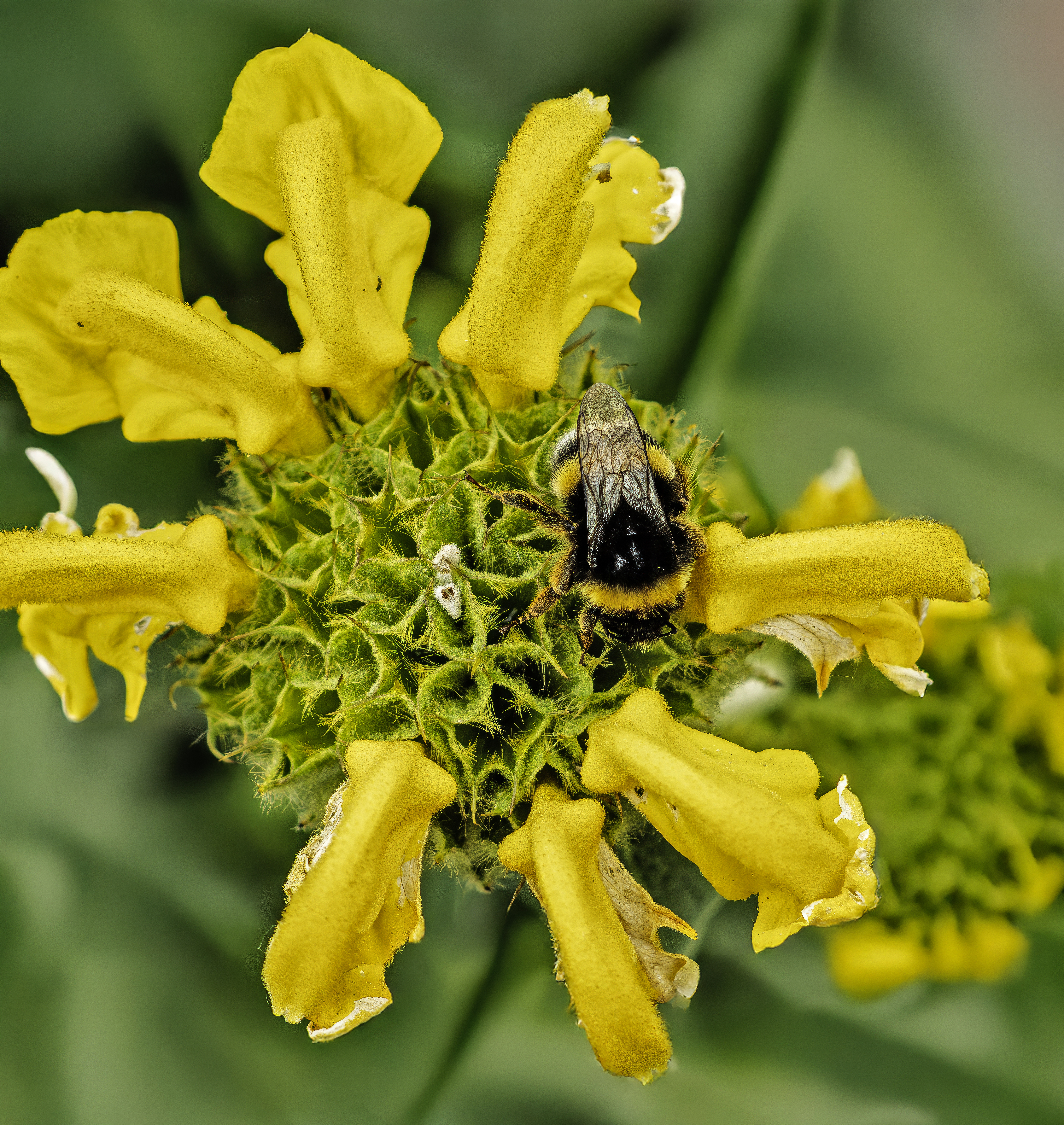
Polinisation par Bombus terrestris.

## Classification
Cette espèce a été décrite en 1753 par le naturaliste suédois Carl von Linné (1707-1778). En classification phylogénétique APG III (2009), comme en classification classique de Cronquist (1981), elle fait partie de la famille des Lamiaceae.

### Étymologie
L'épithète spécifique fruticosa signifie « arbustif ».

## Utilisation
C'est une plante ornementale commune, qui a obtenu le Award of Garden Merit décerné par la Royal Horticultural Society.
Échappée de jardins, cette espèce s'est naturalisée en plusieurs endroits du sud-ouest de l'Angleterre.

### Iconographie
- Spécimens d'herbier